# Burjasot
Burjasot (oficialmente en valenciano: Burjassot) es un municipio de la Comunidad Valenciana, en España. Perteneciente a la provincia de Valencia, se sitúa en la zona noroeste del área metropolitana de Valencia, en la comarca de la Huerta Norte. Cuenta con 39 702 habitantes (INE 2023).

## Toponimia
El topónimo deriva del árabe برج السد, burǧ as-sud, pronunciado /burdʒ as:ud/, «torre del azud». El historiador Escolano (1560-1619) consideraba que el origen de la segunda parte del topónimo era el término valenciano sot («soto, bosquecillo»), motivo por el cual en el escudo aparece una torre flanqueada de árboles. Otros autores lo han hecho derivar de «torre de Asoto» (sobrenombre del rey de Valencia Zayyan ibn Mardanish) o de «torre de Asswad».

## Geografía
Burjasot se encuentra situada al noroeste de la ciudad de Valencia, dentro de su área metropolitana. La superficie del término es casi llana. Sin embargo, en la zona occidental del municipio existen unas pequeñas lomas que alcanzan una altura máxima de sesenta metros que sirven de límite a la Huerta de Valencia. Como toda la comarca, posee un clima mediterráneo.
El término municipal de Burjasot limita con las localidades de Godella, Paterna y Valencia todas ellas de la provincia de Valencia.

## Comunicaciones

### En autobús
Las siguientes líneas de la EMT Valencia y MetroBus prestan servicio al municipio.
| Línea | Recorrido                                          | Operador     |
| ----- | -------------------------------------------------- | ------------ |
| 130A  | Est. Empalme - Parque Tecnológico (por Facultades) | Edetania Bus |
| 130B  | Est. Empalme - Parque Tecnológico (por Burjassot)  | Edetania Bus |
| 136C  | Paterna - Universidades                            | Edetania Bus |
| 140N  | Nocturno Valencia - Burjasot - La Cañada           | Edetania Bus |
| 142B  | Paterna - Centro de Especialidades Burjasot        | Edetania Bus |
| 165   | Cuart de Poblet - Manises - Paterna - Burjasot     | Fernanbús    |
| 63    | Campus de Burjasot - Estación del Norte            | EMT Valencia |

### En metro

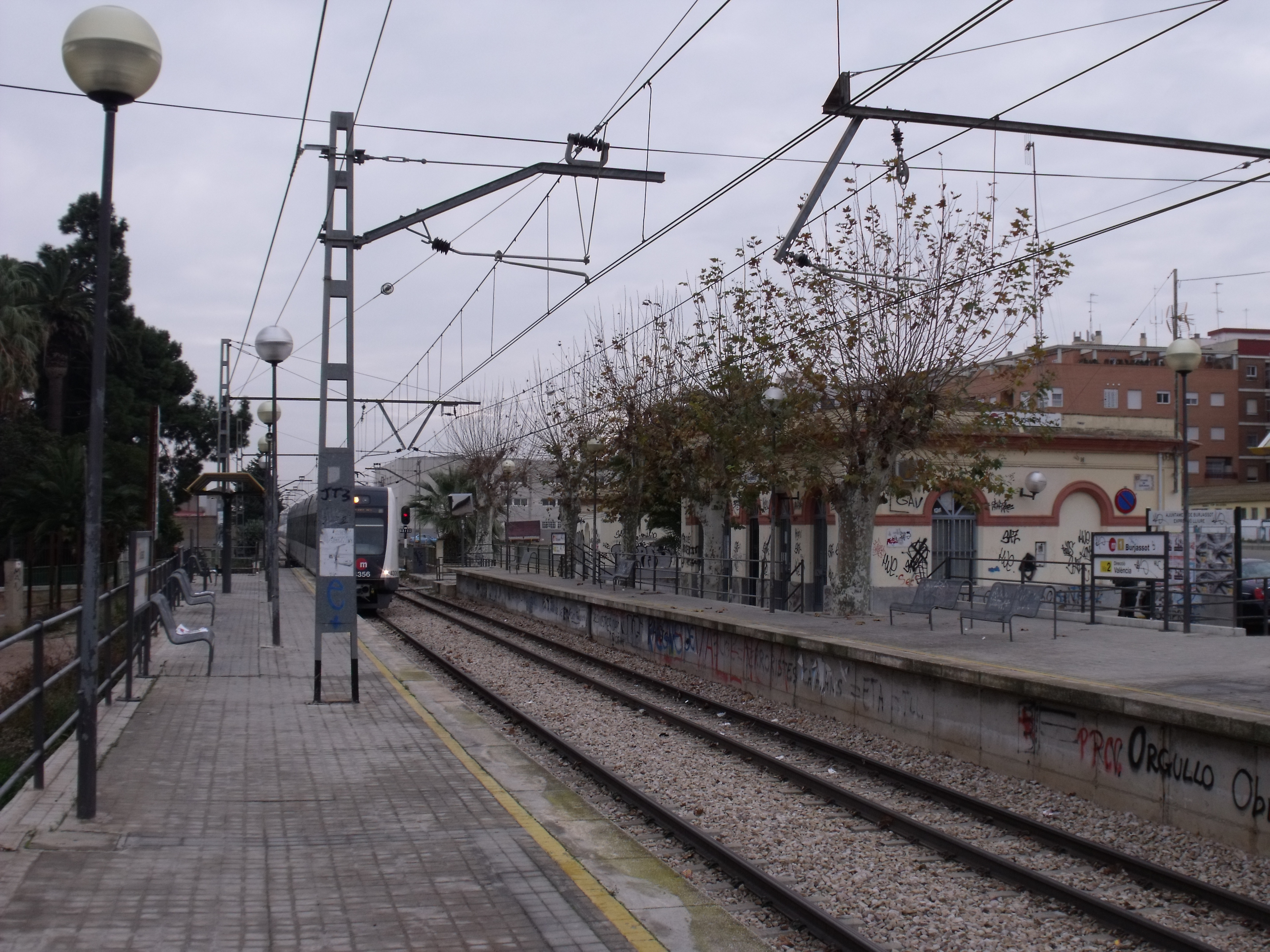
Estación de Burjasot

Se puede acceder a esta localidad a través de las líneas 1, 2 y 4 de MetroValencia, mediante las estaciones de Empalme, Cantereria, La Granja, Sant Joan, Campus, Vicent Andrés Estellés, À Punt, Burjassot y Burjassot-Godella.

### Por carretera
Por carretera es posible llegar por la CV-35 (pista de Ademuz / Av. Cortes Valencianas) y por la avenida de Burjasot de la capital valenciana.

## Historia
El origen de la localidad se encuentra en una alquería andalusí, probablemente fortificada, dado que el topónimo deriva de burǧ, «torre». La primera mención existente sobre la localidad aparece en el Libro del Reparto en el que se puede leer que tras la conquista de la ciudad de Valencia por parte de Jaime I de Aragón fue donada a García Pérez de Figuerola en 1237 siendo revocada esta donación apenas un año más tarde para pasar a manos del abad del Monasterio de Santa María de Ripoll. En 1258 volvió de nuevo a manos de su primer propietario y más tarde a la Corona, que la mantuvo hasta 1360 cuando fue donada a Sancho Tena. En 1389 fue adquirida por el jurista Micer Doménech Mascó quien transformó el castillo en un palacio residencial. En 1425 fue adquirido por la almoina del arzobispado de Valencia que la mantuvo en sus manos hasta 1568.
En esta época se produjo uno de los episodios más importantes de la historia de Burjasot al ser muerto el 19 de mayo de 1522 el misterioso líder de las Germanías conocido como l'Encobert (el encubierto), que se refugió en Burjasot tras fracasar su revuelta.
En 1600 fue adquirido por San Juan de Ribera, por aquel entonces arzobispo de Valencia. Tras su muerte cedió la localidad al real colegio del Corpus Christi que él mismo fundó, al cual perteneció hasta la abolición de los señoríos.

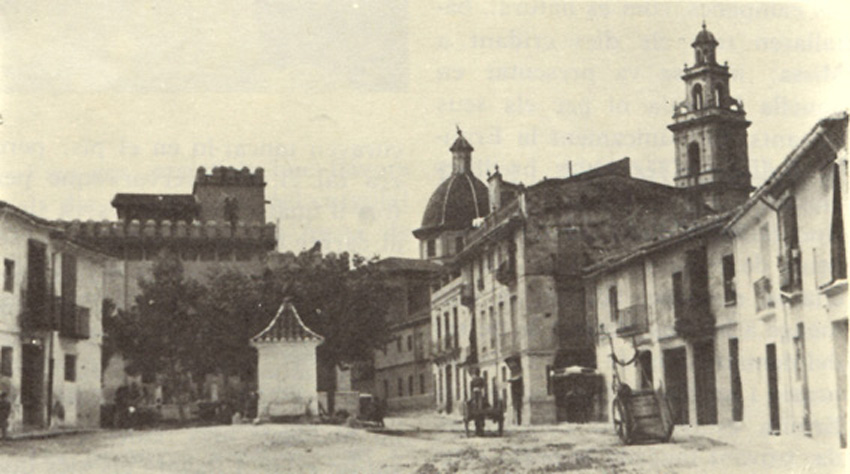
Plaza de el Pouet hacia 1920

En 1823 el general Sempere estableció una junta para dirigir las operaciones militares durante la invasión de los Cien Mil Hijos de San Luis. En 1837 durante la primera guerra carlista se efectuó una escaramuza conocida como Acción del Pla del Pou en la que fueron hechos prisioneros numerosos soldados liberales siendo fusilados 37 de ellos.

## Demografía
Burjasot cuenta con una población de 40 634 habitantes (INE 2024).
| Gráfica de evolución demográfica de Burjasot entre 1842 y 2021                                                      |
| |
| Población de derecho según los censos de población del INE Población de hecho según los censos de población del INE |

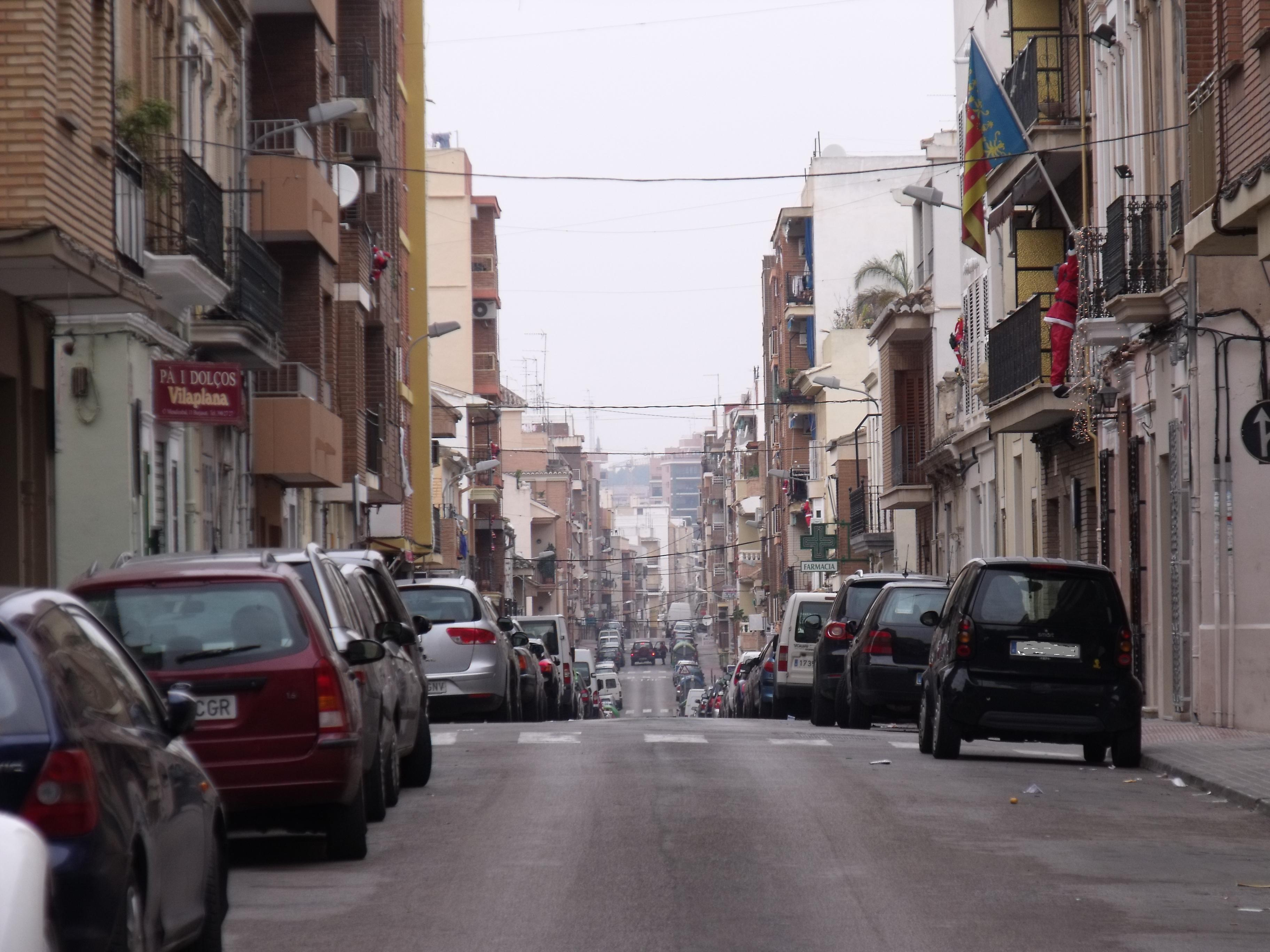
Coches en la calle Mendizábal

La población de Burjasot asciende a 37 584 habitantes en 2018. Tras el importante incremento demográfico experimentado en las décadas de 1960 y 1970, se produjo un estancamiento poblacional en los años ochenta, debido fundamentalmente al escueto término municipal que actualmente está urbanizado en un 70 % de su superficie restando solo una escasa zona de huerta que está separada del casco urbano por las vías de la línea 1 de MetroValencia.
El casco urbano se encuentra conurbado con el de la localidad de Godella (y esta a su vez con Rocafort), con la pedanía valenciana de Benimámet y con el barrio paternero de Santa Gema.

## Economía

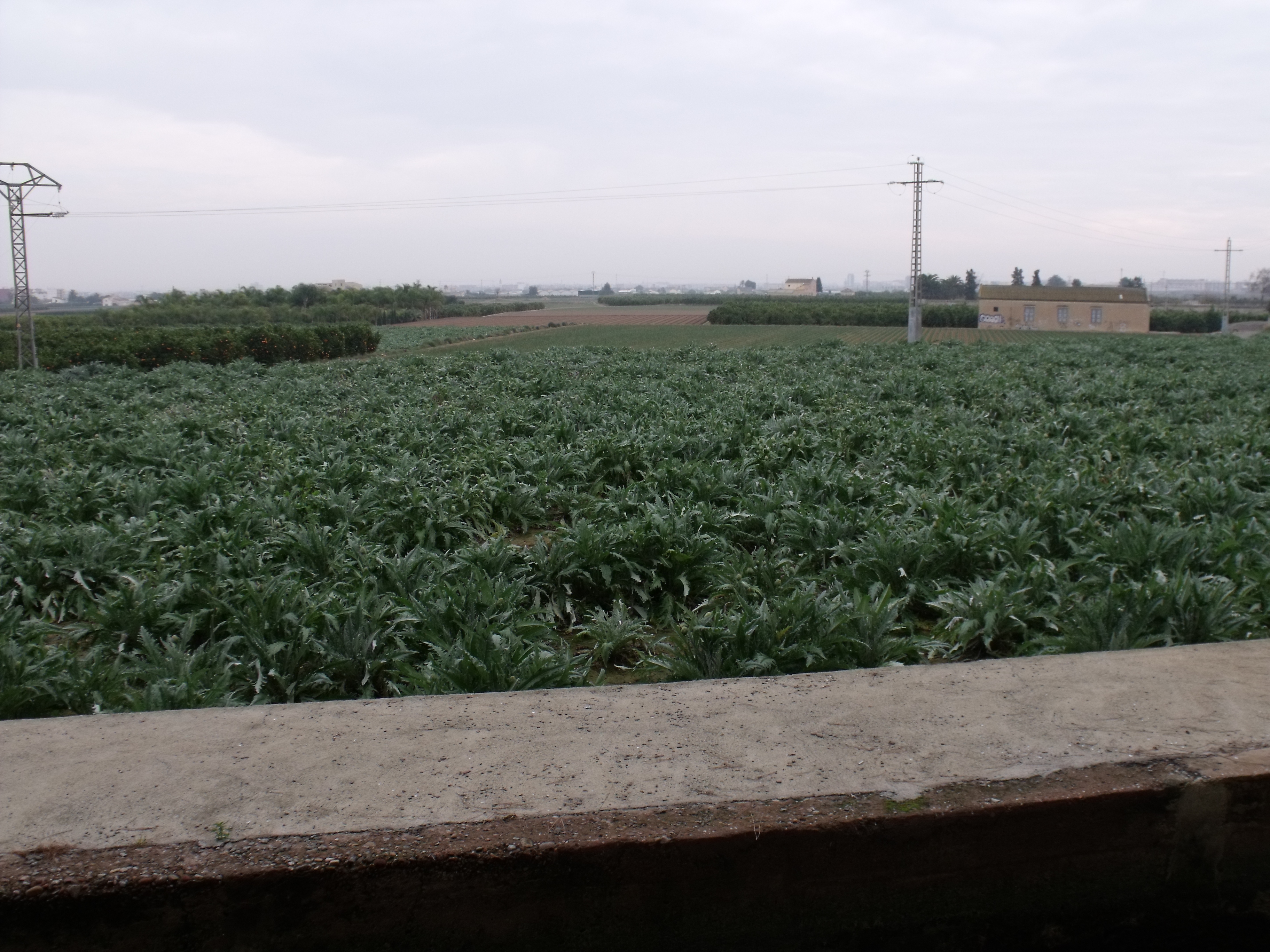
Alcachofas en Burjasot

Su escaso término municipal se halla urbanizado en su mayor parte existiendo una pequeña zona de huerta donde se cultivan naranjos, hortalizas, cultivos forrajeros y tubérculos. El sector primario, antaño el más importante, es actualmente testimonial.

Por su parte, el sector secundario está representado básicamente por industrias dedicadas a la cerámica, vidrio, textil, de transformados metálicos, madera y muebles, alimentación y confección, habiendo desaparecido en estos últimos años dos grandes industrias dedicadas al juguete y a la fabricación de cemento.

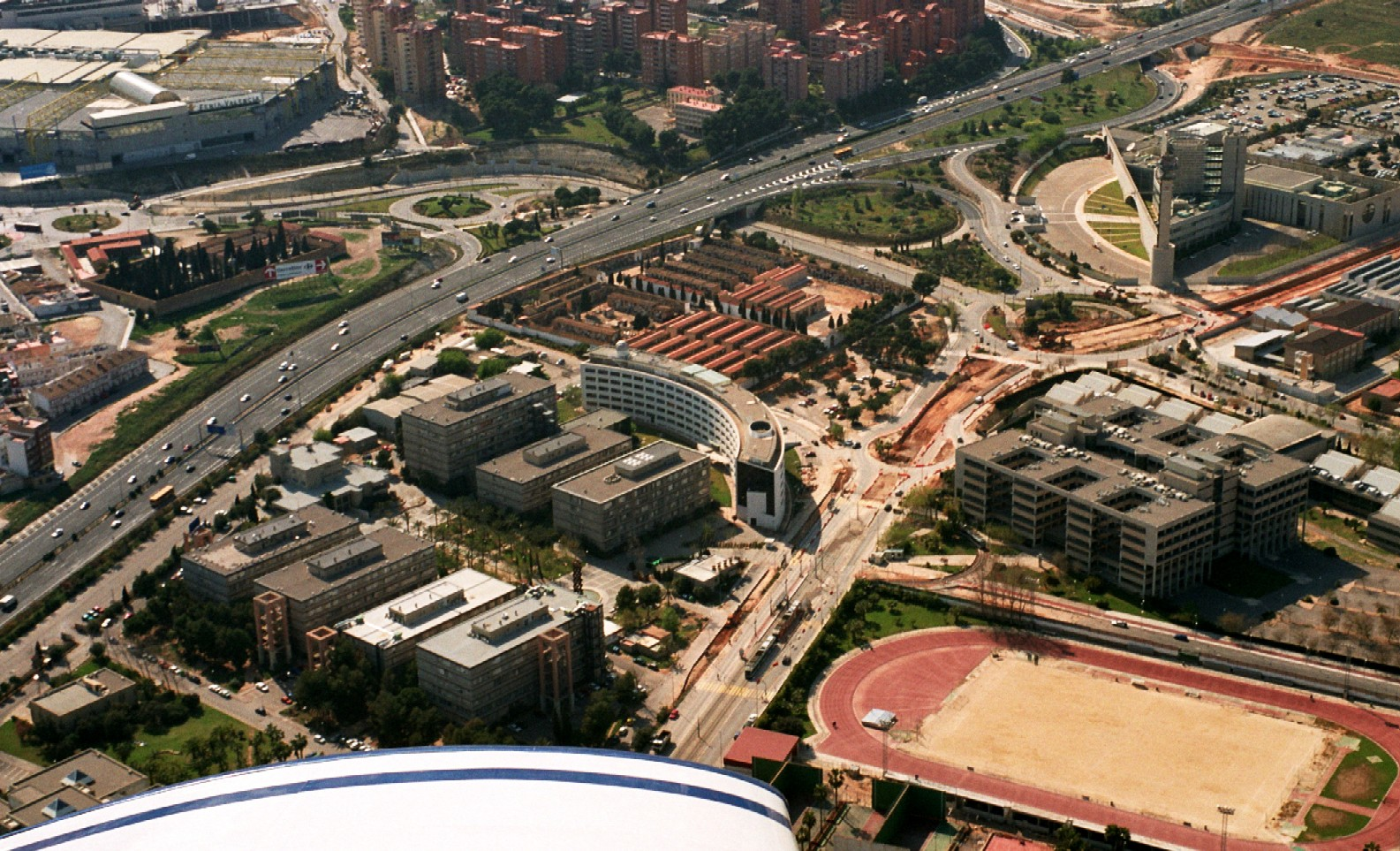
Campus universitario

Por todo ello cada vez cobra una mayor importancia el sector terciario, destacando el comercio, transportes y comunicaciones, los servicios financieros y servicios comunales. Teniendo gran relevancia económica los servicios generados en torno al campus universitario. En la actualidad el sector terciario se va posicionando en Burjassot por la comunicación con la capital y varios pueblos como Paterna, Manises, Godella y Alboraia.

## Administración y política
| Periodo   | Nombre                      | Partido | Partido                                         |
| --------- | --------------------------- | ------- | ----------------------------------------------- |
| 1979-1983 | Marcos González Marimon     |         | Partit Socialista del País Valencià (PSPV-PSOE) |
| 1983-1987 | José López Domingo          |         | Partit Socialista del País Valencià (PSPV-PSOE) |
| 1987-2011 | José Luis Andrés Chavarrías |         | Partit Socialista del País Valencià (PSPV-PSOE) |
| 2011-2014 | Jordi Sebastià i Talavera   |         | Compromís                                       |
| 2014-act. | Rafael García García        |         | Partit Socialista del País Valencià (PSPV-PSOE) |

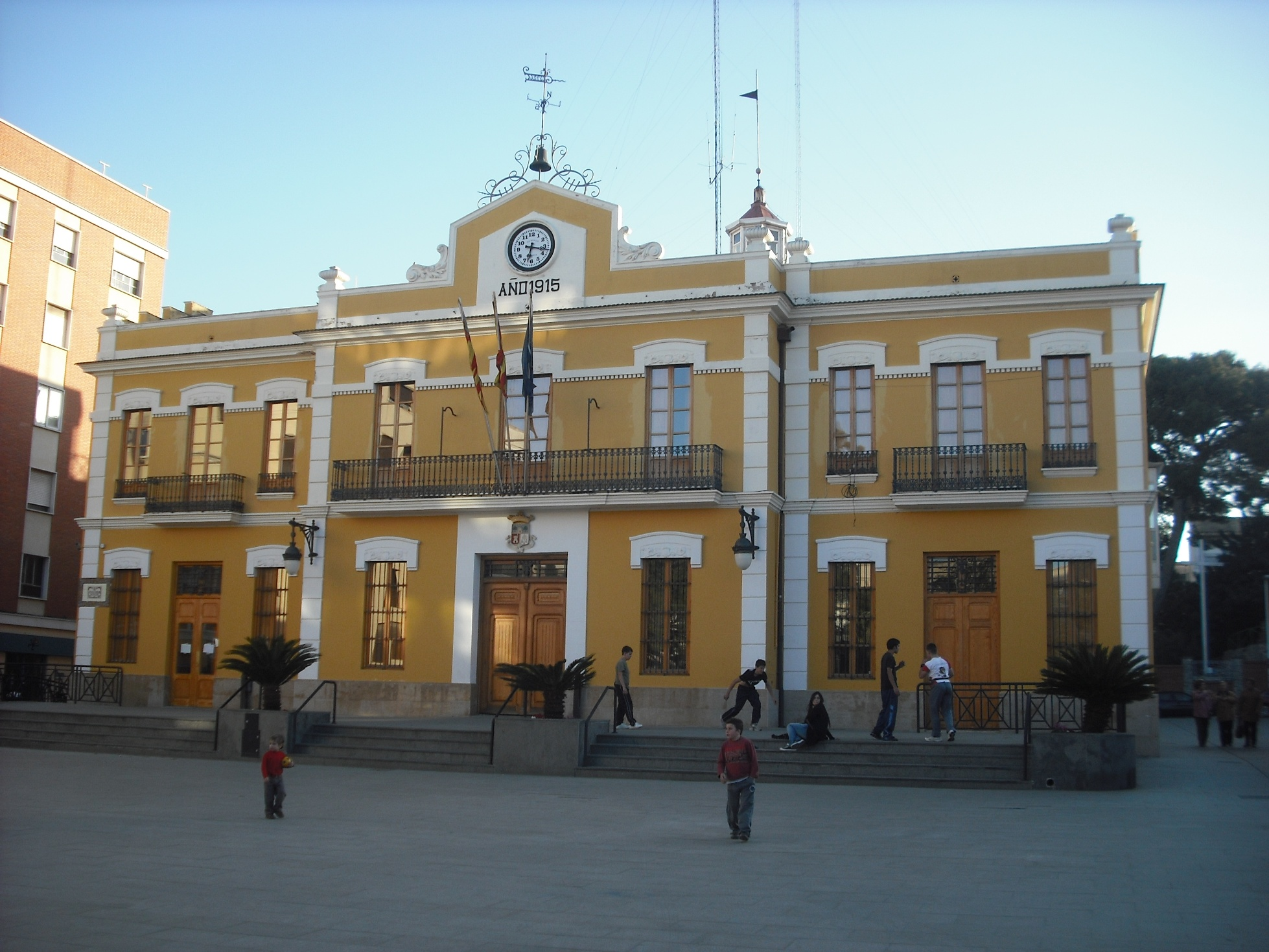
Ayuntamiento de Burjasot

Desde las primeras elecciones municipales posteriores al franquismo hasta la actualidad, Burjasot siempre ha tenido alcaldes del PSPV-PSOE, excepto Jordi Sebastià i Talavera, de Compromís, entre 2011 y 2014. El municipio forma parte de los pocos ayuntamientos valencianos donde no ha gobernado nunca el PP.
En las elecciones municipales de España de 2015, el PSPV-PSOE obtuvo 8 concejales, el PP, 4, Compromís 4, Ciudadanos 4, Esquerra Unida 2 y Totes amb Burjassot-Poble Actiu, 1. El 13 de junio resultó elegido alcalde el cabeza de lista del PSPV-PSOE Rafael García por haber sido la candidatura más votada, aunque no había alcanzado la mayoría absoluta.
En las elecciones municipales de España de 2019 el PSPV-PSOE obtuvo 12 escaños, el PP 3, Ciudadanos 2, Compromís 2, Totes-Poble Actiu 1 y Vox, 1. La mayoría absoluta lograda por el PSPV-PSOE permitiría al candidato a la alcaldía socialista y candidato a la reelección, Rafa García, revalidar el cargo de alcalde y gobernar en solitario.
En las elecciones municipales de España de 2023 el escándalo planeó sobre la localidad valenciana al imponer el PP de Carlos Mazón a un candidato,cuyo nombre es José María Caballero, que se hizo famoso en toda España por hacerse una foto con la figura de Franco y por tener que meter a toda su familia en la lista electoral porque era incapaz de atraer fichajes decentes.
Tras el escrutinio el PSPV-PSOE obtuvo 12 escaños, el PP 4, Vox 1, Compromís 2, Podem-Esquerra Unida del País Valencià-Totes amb Burjassot-UNIDES 1. La mayoría absoluta lograda por el PSPV-PSOE permitiría al candidato a la alcaldía socialista y candidato a la reelección, Rafa García, revalidar el cargo de alcalde y gobernar en solitario, como en los anteriores comicios.
| Partido político                                | 2023  | 2023  | 2023       | 2019  | 2019  | 2019       | 2015  | 2015  | 2015       | 2011  | 2011  | 2011       | 2007  | 2007  | 2007       |
| Partido político                                | Votos | %     | Concejales | Votos | %     | Concejales | Votos | %     | Concejales | Votos | %     | Concejales | Votos | %     | Concejales |
| Partit Socialista del País Valencià (PSPV-PSOE) | 9603  | 52,57 | 12         | 8055  | 47,22 | 12         | 6261  | 32,46 | 8          | 6645  | 34,50 | 8          | 7460  | 40,98 | 9          |
| Partido Popular (PP)                            | 3554  | 19,45 | 4          | 2528  | 14,82 | 3          | 3683  | 19,09 | 4          | 8370  | 43,45 | 10         | 6811  | 37,41 | 9          |
| Compromís-Bloc Nacionalista Valencià (BNV)      | 1687  | 9,23  | 2          | 1848  | 10,83 | 2          | 3218  | 16,68 | 4          | 1726  | 8,96  | 2          | 1610  | 8,84  | 2          |
| Vox                                             | 1894  | 10,36 | 2          | 859   | 5,03  | 1          | 73    | 0,38  | 0          | —     | —     | —          | —     | —     | —          |
| Esquerra Unida del País Valencià (EUPV)         | 965   | 5,28  | 1          | 568   | 3,33  | 0          | 1705  | 8,84  | 2          | 1432  | 7,43  | 1          | 1255  | 6,89  | 1          |
| Ciudadanos (CS)                                 | 312   | 1,70  | 0          | 1856  | 10,88 | 2          | 1825  | 9,46  | 2          | —     | —     | —          | —     | —     | —          |
| Totes-Podem                                     | —     | —     | —          | 1193  | 6,99  | 1          | —     | —     | —          | —     | —     | —          | —     | —     | —          |
| Candidatura d'Unitat Popular (CUP)              | —     | —     | —          | —     | —     | —          | 1209  | 6,27  | 1          | —     | —     | —          | —     | —     | —          |

## Patrimonio

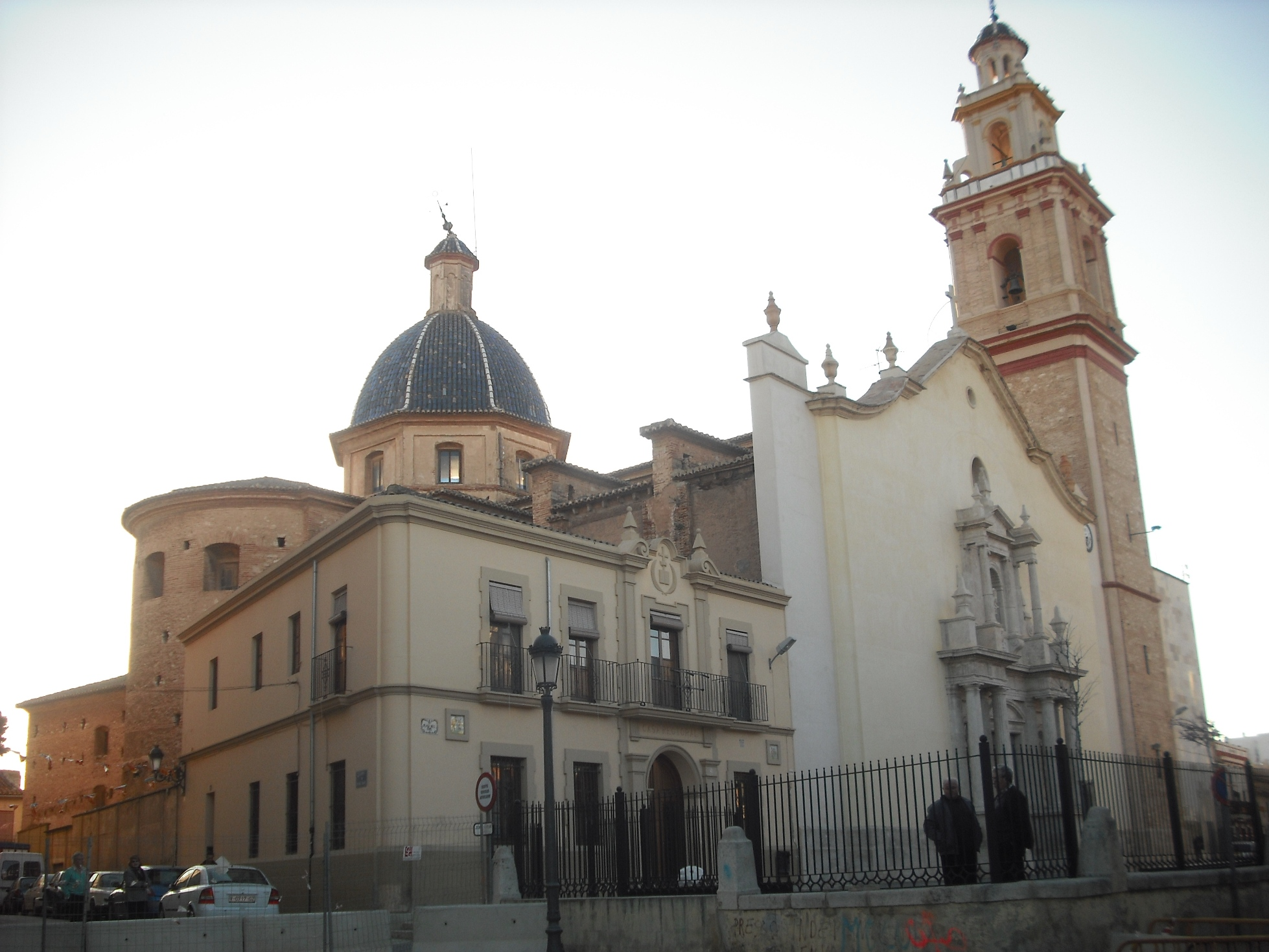
Iglesia de San Miguel

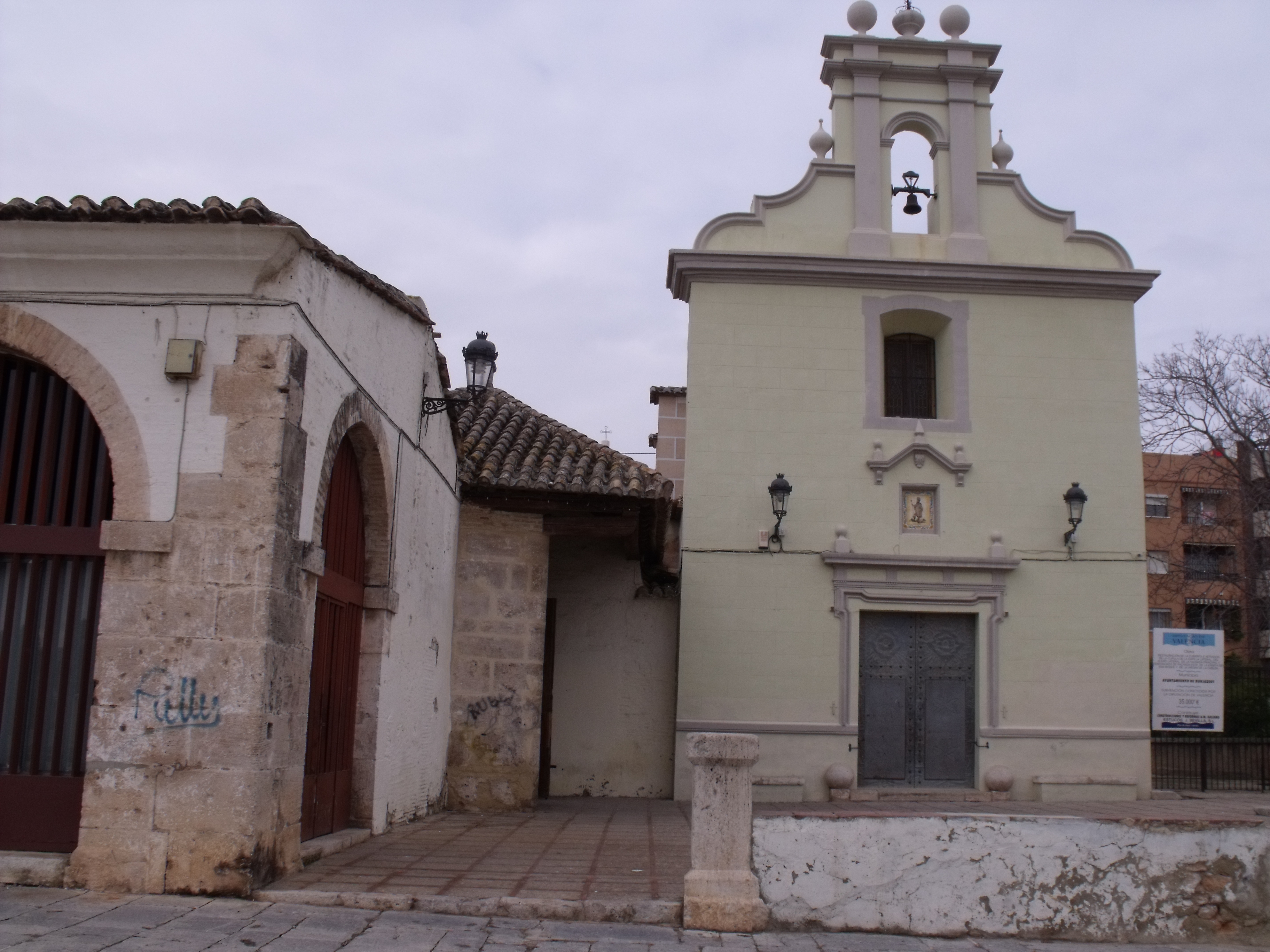
Ermita de San Roque

### Religioso
- Iglesia arciprestal de San Miguel Arcángel. Es la parroquia más antigua del municipio, inaugurada en 1780. Tiene pinturas de Vicente López y Vergara.
- Iglesia del Sagrado Corazón de Jesús
- Parroquia de La Natividad de Nuestra Señora. En el barrio de Cantereria
- Iglesia de San Juan de Ribera
- Iglesia de San José Obrero
- Ermita de San Roque y la Virgen de la Cabeza, del siglo XVI

### Civil
- Patio de los Silos: conjunto monumental construido a partir del siglo XVI para almacenar el trigo sobrante en la ciudad de Valencia. Fuero terminado en 1806; consiste en 47 depósitos subterráneos, 41 de los cuales conservan su tapadera.[12]
- Castillo-Palacio de San Juan de Ribera: edificado en el siglo XIV, en 1604 fue reformado por San Juan de Ribera.[13]
- El Pouet: es un pozo en el antiguo casco urbano, que marcaba la entrada desde el camino de Valencia, situado en la plaza homónima.[14]
- La casa consistorial: construida en el año 1915 en la zona del ensanche, alberga desde entonces el gobierno municipal.[15]

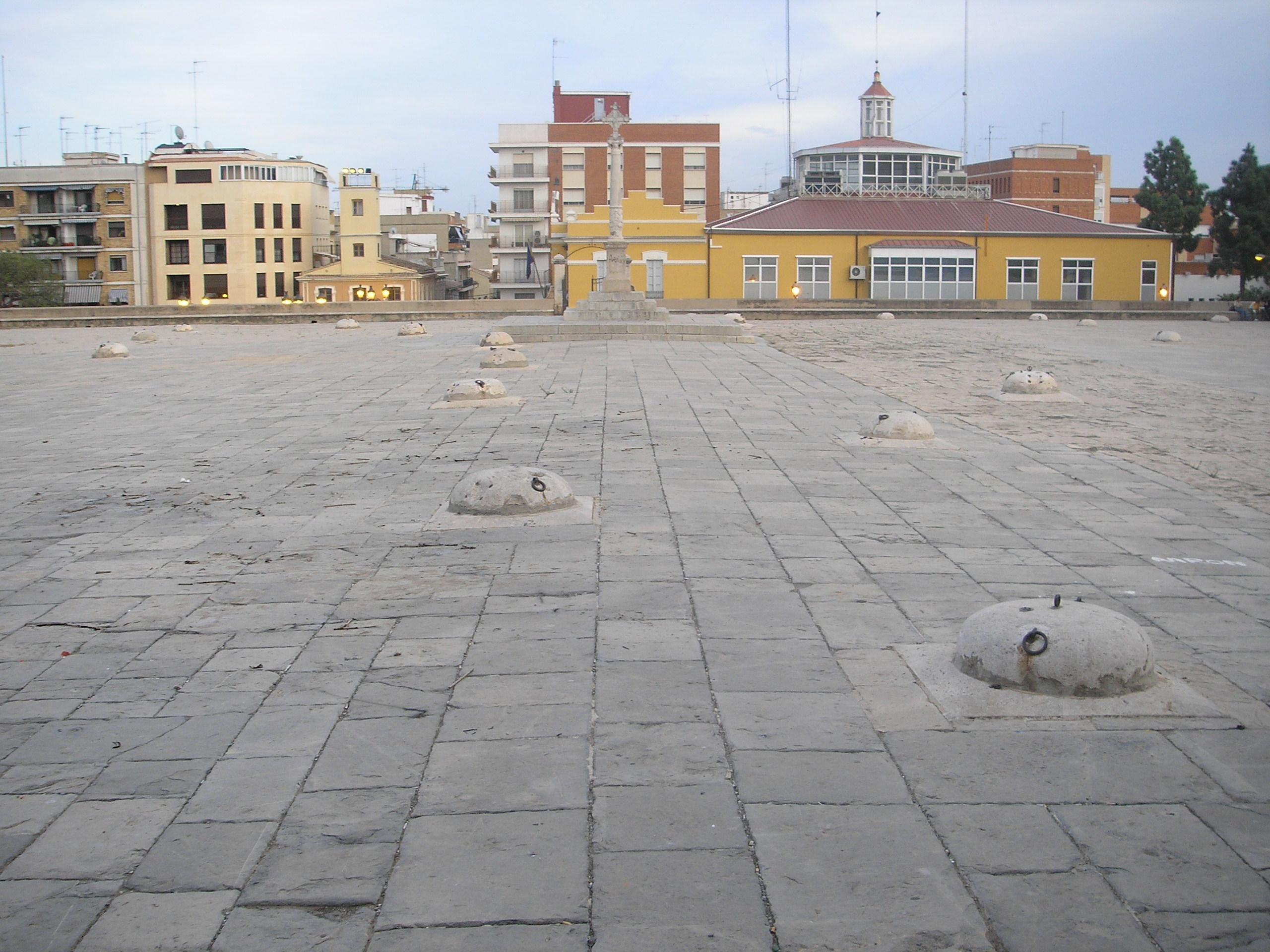
Patio de los Silos
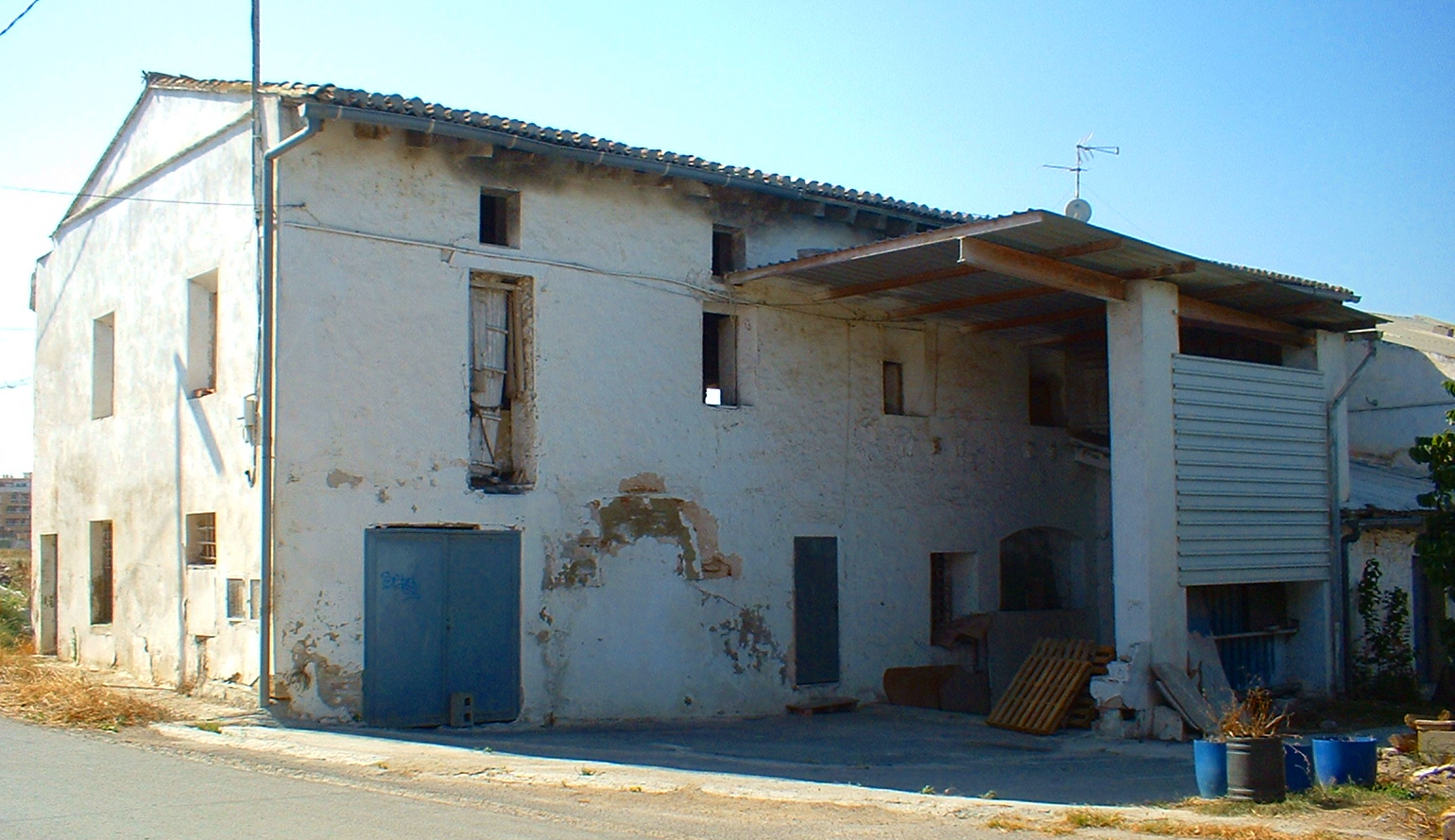
Molino de la Sal
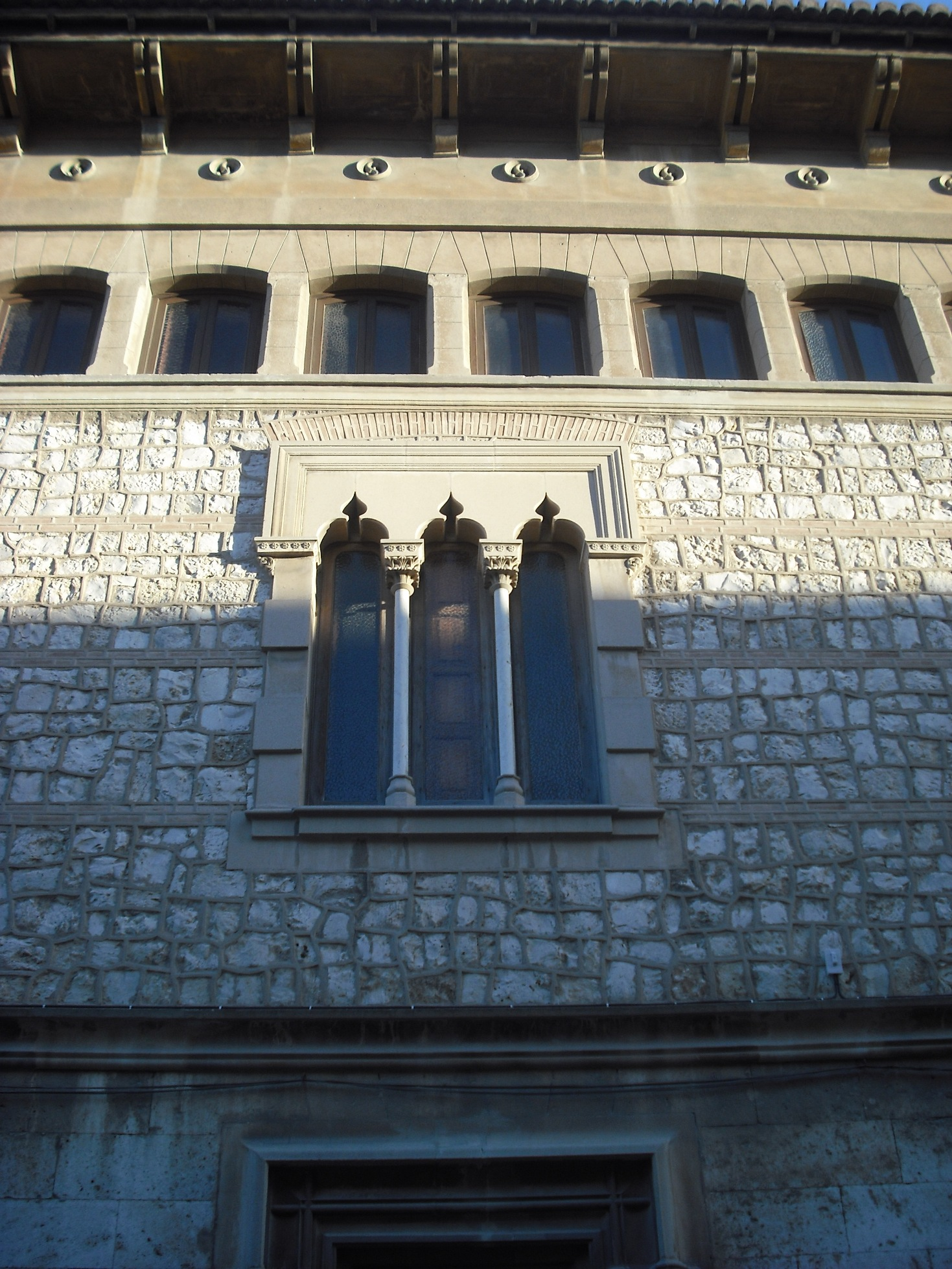
Colegio del Patriarca (el Castell)

## Cultura

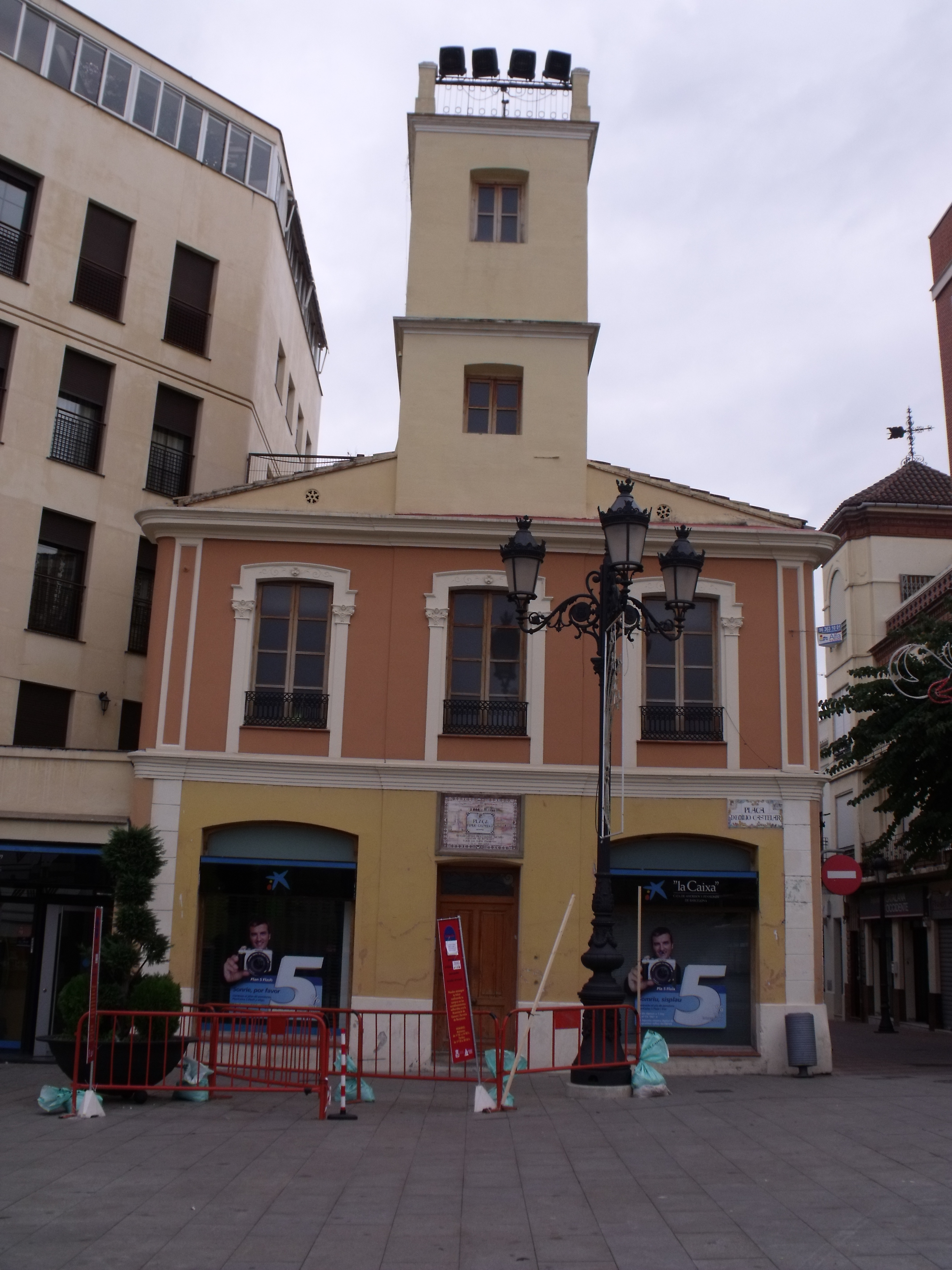
Chalet Blasco Ibáñez

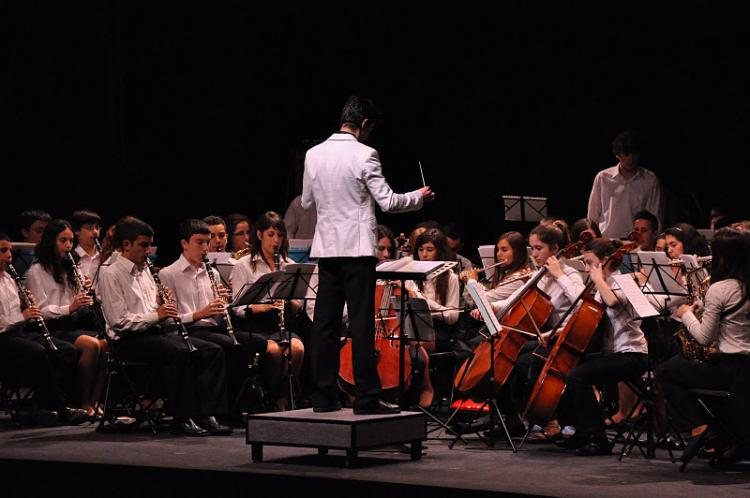
Concierto Santa Cecilia 2012

- Campus de Burjassot-Paterna, perteneciente a la Universidad de Valencia que alberga diversas facultades como las facultades de Ciencias Naturales (física, química, biología...), Farmacia o Matemáticas.
- Casa de Cultura, sede del Institut Municipal de Cultura i Joventut de Burjassot (IMCJB), alberga la biblioteca municipal, salón de actos y el auditorio al aire libre, entre otros servicios.
- Centro Cultural Tívoli, cine y teatro municipal, cuya programación se puede consultar en la web del IMCJB.
- Agrupación musical Los Silos. La Agrupación Musical 'Los Silos' de Burjassot, suma más de sesenta años de historia. Hoy en día son más de 120 músicos los que forman su Banda Sinfónica y además cuenta con una escuela de educandos que supera los 300 alumnos.
- Ferrocarril del parque La Granja. Es un ferrocarril a escala 7 1/4 que se encuentra en el interior de parque La Granja.
- Sede de RTVV, la televisión autonómica valenciana. Desde el 25 de abril de 2018 es sede de la nueva televisión pública de la Comunitat Valenciana, À Punt.

### Fiestas locales
- Fiestas Patronales. Las fiestas patronales se celebran en agosto en honor a Sant Roc el día 16 de agosto con lo cual en la plaza del Ayuntamiento se realiza la tradicional Roda de Sant Roc siendo reconocida como Fiesta de Interés Turístico Local de la Comunidad Valenciana. Junto a las fiestas de Sant Roc en el mes de septiembre se realiza la fiesta de su patrona La Virgen De La Cabeza el día 30 de septiembre.

## Ciudades hermanadas
- Viso del Marqués (España)
- Menton (Francia)